# Émile Ollivier
Émile Ollivier [ejtsd: olivjé] (Marseille, 1825. július 2. – Saint-Gervais-les-Bains, 1913. augusztus 20.) francia államférfi.

## Élete
Ifjabb korában buzgó demokrata volt és az ügyvédi vizsga letétele után, 1848-ban Alexandre Ledru-Rollin megbízásából mint köztársasági biztos Marseille-ba ment, ahol aztán Louis Eugène Cavaignac a város prefektusává nevezte ki. 1849-ben Ollivier ügyvédi irodát nyitott és több sikerrel vezetett per által hírnévre tett szert. 1857-től tagja volt a törvényhozó testületnek és az 5 tagból álló ellenzéknek legkedveltebb szónoka lett. Lassacskán azonban a kormánypárthoz közeledett, ami miatt aztán politikai barátai elfordultak tőle. A császár olasz és német politikáját is helyeselte. 1865-ben az egyiptomi alkirály nagy fizetéssel jogtanácsosává nevezte ki, minek folytán ügyvédségről lemondott. Az 1869-es választások küszöbén III. Napóleon híres levelét külön röpiratban méltatta, melyben az alkotmányos császárság lehetőségét fejtegette; a törvényhozó testületben pedig új mérsékelt szabadelvű kormánypártnak lett feje és 1870. január 2-án ún. liberális minisztériumot alakított. Az udvari párttal tartva, a kamarákat és a közvéleményt a porosz háborúba sodorta. Míg június 29-én nagy hangon hirdette, hogy a béke soha sem volt még jobban biztosítva és július 12-én a hohenzollerni hercegnek a trónról való lemondása következtében a háború veszélyét elhárítottnak jelezte, addig július 15-én merész és fennhéjázó nyilatkozataival a törvényhozó testületet megtévesztette és «könnyű szívvel» vállalta el a háborúért a felelősséget. A francia hadsereg első vereségei után augusztus 9-én ő és minisztériuma megbukott, ő maga pedig sietve Itáliába vonult vissza, ahonnan csak a háború lezajlása után tért vissza. Csak 1879-ben mert «élő halott» újból a nyilvánosság elé lépni, midőn az akadémia, melynek 1870 óta tagja volt, azzal bízta meg, hogy Martin Henriknek Thiersről mondott díszbeszédére válaszoljon. Ekkor olyan beszédet nyújtott be, melyben Thiersnek 1870-ben tanúsított magatartását éles és hívatlan kritika alá vette, amiért is az Institut azt visszavetette. Ezt követően Marseille-ben élt, de politikai szerepre nem bírt többé emelkedni. Liszt Ferenc lányát, Blandine-t vette feleségül, aki fiatalon, gyermekszülésben halt meg.

## Munkái
- Une visite à la chapelle de Médicis, dialogue entre Michel-Ange et Raphaël (1872);
- Lamartine (1874);
- Principes et conduite (1875);
- L'Église et l'État au concile du Vatican (1879, 2 kötet);
- Thiers à l'Académie et dans l'histoire (1879);
- Nouveau manuel de droit ecclésiastique français (1885).